# Calystegia
Calystegia é um género botânico pertencente à família Convolvulaceae.